# Derek King
Derek King (* 11. Februar 1967 in Hamilton, Ontario) ist ein ehemaliger kanadischer Eishockeyspieler und derzeitiger -trainer. Der linke Flügelstürmer absolvierte zwischen 1987 und 1999 über 800 Spiele in der National Hockey League (NHL), den Großteil davon für die New York Islanders. Anschließend ließ er seine aktive Karriere bei den Grand Rapids Griffins und den München Barons ausklingen, bevor er seine Trainerlaufbahn begann und in dieser zuletzt von 2022 bis 2025 als Assistenztrainer bei den Chicago Blackhawks aus der NHL tätig war. Das Team hatte er zuvor auch interimsweise als Cheftrainer betreut.

## Karriere

### Als Spieler

#### Jugend
Derek King lief in seiner Jugend für die Hamilton Mountain A’s in seiner Heimatstadt auf, bevor er 1984 in der Priority Selection der Ontario Hockey League (OHL) an 25. Position von den Sault Ste. Marie Greyhounds ausgewählt wurde. In seiner ersten OHL-Saison gelangen dem Flügelstürmer 73 Scorerpunkte in 63 Spielen für die Greyhounds, sodass er mit dem Emms Family Award als bester Rookie der Liga ausgezeichnet wurde. Zudem gewann er mit dem Team die Playoffs um den J. Ross Robertson Cup und wurde anschließend im NHL Entry Draft 1985 an 13. Position von den New York Islanders berücksichtigt. Im Laufe der folgenden Spielzeit kam es jedoch zu einem Zerwürfnis mit dem Trainer der Greyhounds, sodass King im Februar 1986 im Tausch für Mark Haarman und Hal Turner innerhalb der Liga an die Oshawa Generals abgegeben wurde. Mit den Generals feierte er 1987 eine weitere OHL-Meisterschaft und unterlag im folgenden Memorial Cup erst im Finale den Medicine Hat Tigers, während er parallel dazu ins OHL First All-Star Team berufen wurde.

#### New York Islanders
Im März 1987 gab King sein Debüt für die New York Islanders in der National Hockey League (NHL) und etablierte sich auch dort als regelmäßiger Scorer, wobei er jedoch die folgenden drei Jahre zwischen New York und dem Farmteam der Islanders pendelte, den Springfield Indians aus der American Hockey League (AHL). Der Durchbruch in der NHL gelang dem Angreifer in der Spielzeit 1991/92, als er die Marke von 40 Toren erreichte, die Isles damit (gemeinsam mit Ray Ferraro) anführte und zudem mit 78 Scorerpunkten seinen Karriere-Bestwert aufstellte. Diese Offensivproduktion konnte er in der Folge zwei Jahre aufrechterhalten, in denen das Team in den Playoffs 1993 das Conference-Finale erreichte und dort am späteren Stanley-Cup-Sieger aus Montréal scheiterte. Beginnend mit der Saison 1994/95 ließen seine Leistungen nach, unter anderem aufgrund von Verletzungen, sodass er im März 1997 im Tausch für ein Fünftrunden-Wahlrecht im NHL Entry Draft 1997 an die Hartford Whalers abgegeben wurde. Der Kanadier verließ die Islanders somit nach zehn Jahren und war zu diesem Zeitpunkt unter den zehn Spielern mit den meisten Spielen, Toren, Vorlagen und Scorerpunkten in der Franchise-Geschichte platziert.

#### Stete Wechsel und Karriereende
Bei den Hartford Whalers beendete King die Saison und erhielt anschließend keinen weiterführenden Vertrag, sodass er sich im Juli 1997 als Free Agent den Toronto Maple Leafs anschloss. In den Playoffs 1999 erreichte er ein weiteres Mal das Conference-Finale, unterlag jedoch den Buffalo Sabres. Bereits im Oktober 1999 transferierten ihn die Maple Leafs zu den St. Louis Blues und erhielten im Gegenzug Tyler Harlton, wobei King nur bis zum Ende des Kalenderjahres für die Blues auflief und sich anschließend aus der NHL zurückzog. Er wechselte zu den Grand Rapids Griffins in die International Hockey League (IHL), mit denen er am Ende der Spielzeit im Playoff-Finale um den Turner Cup an den Chicago Wolves scheiterte. In der Folgesaison 2000/01 führte der Angreifer die IHL in Scorerpunkten an (83; gemeinsam mit Steve Larouche), sodass er mit der Leo P. Lamoureux Memorial Trophy ausgezeichnet sowie ins IHL First All-Star Team gewählt wurde.
Anschließend verbrachte King eine Saison bei den München Barons in der Deutschen Eishockey Liga, bevor er zu den Griffins nach Grand Rapids zurückkehrte und noch zwei weitere Spielzeiten in der AHL verbrachte, in die das Team unterdessen gewechselt war. 2004 beendete der linke Flügelstürmer seine aktive Karriere, in der er insgesamt 877 NHL-Spiele absolviert und dabei 633 Scorerpunkte erzielt hatte.

#### International
Auf internationaler Ebene nahm King mit der kanadischen Nationalmannschaft an der Weltmeisterschaft 1992 teil und belegte dabei mit dem Team den achten Platz.

### Als Trainer
Bereits während seiner letzten beiden aktiven Spielzeiten bei den Griffins sammelte King erste Erfahrungen als Assistent des Trainerteams. Nach einem Hiatus von fünf Jahren wurde er zur Saison 2009/10 von den Toronto Marlies aus der AHL als Assistenztrainer eingestellt und hatte diese Position bis zum Ende der Spielzeit 2014/15 inne. Anschließend kehrte er für ein Jahr in die OHL zurück, als er als Assistenztrainer bei den Owen Sound Attack fungierte, bevor er zur Saison 2016/17 in gleicher Funktion von den Rockford IceHogs aus der AHL eingestellt wurde. Zwischen dem 6. November 2018 bis zum Saisonende 2018/19 fungierte er als Interimstrainer der IceHogs, bevor er am 25. April 2019 zum offiziellen Cheftrainer ernannt wurde. Diese Funktion wiederum hatte er bis November 2021 inne, als er innerhalb der Organisation zum Interims-Cheftrainer der Chicago Blackhawks in der NHL befördert wurde. Dort trat er die Nachfolge des entlassenen Jeremy Colliton an. King betreute die Blackhawks bis zum Saisonende und wurde anschließend durch Luke Richardson ersetzt, blieb dem Team jedoch als Assistenztrainer erhalten. Nach der Saison 2024/25 endete die Zusammenarbeit dann endgültig.

## Erfolge und Auszeichnungen
| - 1985 J.-Ross-Robertson-Cup-Gewinn mit den Sault Ste. Marie Greyhounds - 1985 Emms Family Award - 1987 J.-Ross-Robertson-Cup-Gewinn mit den Oshawa Generals | - 1987 OHL First All-Star Team - 2001 Leo P. Lamoureux Memorial Trophy (gemeinsam mit Steve Larouche) - 2001 IHL First All-Star Team |

## Karrierestatistik

### International
Vertrat Kanada bei:
- Weltmeisterschaft 1992

(Legende zur Spielerstatistik: Sp oder GP = absolvierte Spiele; T oder G = erzielte Tore; V oder A = erzielte Assists; Pkt oder Pts = erzielte Scorerpunkte; SM oder PIM = erhaltene Strafminuten; +/− = Plus/Minus-Bilanz; PP = erzielte Überzahltore; SH = erzielte Unterzahltore; GW = erzielte Siegtore; 1 Play-downs/Relegation; Kursiv: Statistik nicht vollständig)